# Abates milites
 Abates milites  ou Abbates milites (Abade militar) eram abades leigos que tinham o título de cavaleiros. Era nome dado no século X aos leigos que a título de priores possuíam um mosteiro e controlavam militarmente a área circundante do mesmo.